# Castello di Antesica
Das Castello di Antesica war eine mittelalterliche Burg auf einem Hügel namens Pozzo in der Nähe des Ortsteils Antesica der Gemeinde Langhirano in der italienischen Region Emilia-Romagna. Heute sind davon nur noch Ruinen erhalten.

## Geschichte
Das ursprüngliche Castrum wurde vermutlich um die Mitte des 10. Jahrhunderts errichtet, in der Nähe der langobardischen Siedlung Antesica, und wird erstmals in einigen Pergamenten aus dem Jahre 958, die in Reggio nell’Emilia gefunden wurden, urkundlich erwähnt. Die ältesten Bewohner der Burg, von denen Aufzeichnungen existieren, waren vermutlich Teuzone, der später zum Bischof von Reggio nell’Emilia ernannt wurde, und Eunardo (oder Eunonardo) da Antesica, die in Dokumenten von 972 wegen ihrer Teilnahme an einem Placito (dt.: juristischer Vergleich) in Carpi erwähnt wurden.
In den Jahren 999 und 1004 wurden die Herren von Antesica Auteclerio del fu Giovanni und Guido del fu Adamo in notariellen Urkunden über einige Verkäufe genannt, letzterer veräußerte 1037 einen Großteil seines Vermögens an Azzo del fu Everardo, dessen Sohn, ebenfalls Everardo, seine Besitzungen dem Kloster San Prospero in Reggio nell’Emilia, der Abtei San Giovanni Evangelista in Parma, dem Kloster Sant’Uldarico in Parma und der Diözese Parma hinterließ.
Vermutlich im 14. Jahrhundert geriet die Burg in die Hände der Rossis, um 1400 gehörte sie den Grafen von Mailand, den Viscontis; 1402 nahm sie dank des Todes von Gian Galeazzo Visconti Ludovico da Palù (oder della Palude) in Besitz, einige Tage später griff Pier Maria I. de’ Rossi das Herrenhaus an und gab es Giovanni Maria Visconti zurück, um ihm seine Loyalität zu beweisen. Tatsächlich verbündete sich Pietro mit den Da Foglianos und den Da Corregios und stiftete Ludovico da Palù an, die Burg der Viscontis von Neviano degli Arduini mit dem Ziel zu erobern, die Mailänder aus Parma zu vertreiben. Im Folgejahr machten die Bewohner von Parma aus Angst, dass die Rossis die Mailänder zurückkommen lassen könnten, die Festung von Antesica dem Erdboden gleich.
1408 verbündeten sich die Brüder Giacomo und Pier Maria I. de’ Rossi mit dem Markgrafen von Ferrara, Niccolò III. d’Este, und baten diesen, als er Herr von Parma wurde, um die Rückgabe des Castello di Carona, des Castello di Castrignano, des Castello di Tiorre und des Castello di Pariano sowie der Bastionen von Sant’Andrea und Mattaleto, und darüber hinaus um die Erlaubnis zum Wiederaufbau des Castello di Mulazzano, des Torre degli Alberi, des Castello di Porporano, des Castello di Antesica und des Castello di Mamiano gegenüber dem benachbarten Castello di Basilicanova.
1452 verlehnte der Kaiser des Heiligen Römischen Reiches Friedrich III. den Da Correggios das Herrenhaus von Antesica, zusammen mit zahlreichen anderen in der Provinz Parma und der Provinz Reggio Emilia.
1464 vermachte Pier Maria II. de’ Rossi seinem Sohn Bertrando testamentarisch die Burgen von Castrignano, Beduzzo, Pugnetolo, Corniglio, Roccaferrara, Roccaprebalza, Corniana, Bosco di Corniglio und das Gebiet von Cozzano mit Antesica und Mazza. Als Bernardo 1468 starb, vermachte Pier Maria II. de’ Rossi einen Teil der oben genannten Güter, darunter Antesica, seinem Sohn Guido de’ Rossi, aber der Krieg der Rossis von 1482 verhinderte die Ausführung des Legats, und die Gebiete fielen schließlich an den Bischof von Parma, den Feudalherrn von Langhirano.
Die Burg, die vollkommen aufgegeben wurde, verfiel in der Folge zusehends, bis sie fast vollständig verschwunden war.

## Beschreibung
Von der mittelalterlichen Burg sind nur noch einige verstreute Ruinen erhalten, die vom dichten Wald verdeckt sind.